# روابط ایران و رومانی
روابط دیپلماتیک ایران و رومانی در ژوئیه ۱۹۰۲ آغاز شد. ایران در بخارست دارای سفارتخانه است.
روابط شایان توجه، و پایدار بین ایران و رومانی، مربوط به نیمهٔ دوم سده ۲۰ (میلادی) است. توسعهٔ روابط در این برهه مرهون منافع اقتصادی بود که هر دو کشور انتظار داشتند از افزایش قراردادها بدان دست یابند. ولی پیامدهای سیاسی این رابطه، گرچه اهمیتی فرعی داشت اما به هیچ گونه در فضای بین‌المللی ناشی از جنگ سرد غیرقابل اعتنا نبود. روابط فرهنگی در آن دوره، نسبتاً کم بودند. ولی علاقهٔ دانشوران و نویسندگان رومانیایی به ادبیات و زبان فارسی رشد کرد. چنان که برگردان‌های شعر کهن فارسی به رومانیایی، نمونه آن است.
محمدرضا پهلوی در سال ۱۹۶۶ (میلادی) با دیدار از رومانی، دوران ارتباط تجاری، دیپلماتیک و دوستی با نیکلای چائوشسکو را آغاز کرد و در سال ۱۹۷۴ (میلادی) به مناسبت انتخاب چائوشسکو به سمت رئیس‌جمهوری، یک خودروی پیکان به او هدیه داد.